# マイケル・バーケット (2代バーケット男爵)
第2代バーケット男爵マイケル・バーケット（Michael Birkett, 2nd Baron Birkett, 1929年10月22日 - 2015年4月3日）は、イギリスの貴族。映画プロデューサー。初代バーケット男爵ウィリアム・ノーマン・バーケットとラス・ニルソンの息子である。

## 人物
マイケル・バーケットは、バッキンガムシャーのバッキンガムにあるストウ・スクールに通い、その後、ケンブリッジ大学を卒業した。1960年10月13日に、バーケットはジュニア・エリオットと結婚する。癌のためジュニアはすぐ死んでしまったが、1978年にトーマス・テイラーの娘であるグロリア・テイラーと結婚する。1982年7月25日にトマス・バーケットをもうけた。グロリア・テイラーは2001年2月に死去している。
1962年2月10日、バーケットは1958年に創設されたバーケット男爵の爵位を父から継いだ。また、1975年から1976年までCurrier's Companyでマスターとなった。また、バーケットは映画のプロデューサーおよびアシスタンス・ディレクターとして活動していた。
2015年4月3日死去。トマスがバーケット男爵の爵位を継承した。